# Spilosoma grandis
Spilosoma grandis är en fjärilsart som beskrevs av Rothschild 1933. Spilosoma grandis ingår i släktet Spilosoma och familjen björnspinnare. Inga underarter finns listade i Catalogue of Life.